# ابرگروه

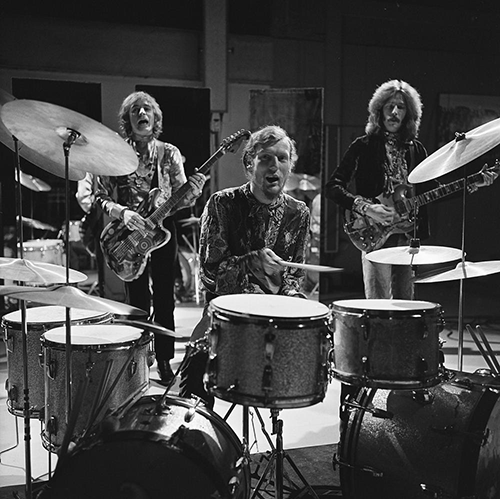
گروه کریم بعنوان اولین اَبَرگروه‌ شناخته می‌شود.

اَبَرگروه (به انگلیسی: Supergroup) واژه‌ای است که در اواخر دههٔ ۶۰ میلادی رایج شد و اشاره به گروه‌های موسیقی راک دارد که اعضای تشکیل‌دهندهٔ این گروه‌ها به خاطر آثار خودشان یا عضویت در گروه‌های موسیقی معروف دیگر، شناخته شده هستند.
ابرگروه‌ها معمولاً عمر کوتاهی دارند و فعالیت آن‌ها به یک یا دو آلبوم محدود می‌شود. این نوع گروه‌ها اغلب به عنوان پروژه‌های جانبی اعضای‌شان شکل می‌گیرند و به قصد فعالیت دائمی تشکیل نمی‌شوند.
از اولین و معروف‌ترین ابرگروه‌ها می‌توان به کرازبی، استیلز، نَش اند یانگ اشاره کرد که در سال ۱۹۶۸ شکل گرفت و تا به امروز همچنان فعال است.